# ТС-1 (semioruga)
TC-1 es la denominación de un vehículo de transporte de tracción sobre orugas basado en el camión Ural-5920, especialmente diseñado para el vadeo y cruce sobre terrenos pantanosos de la estepa rusa.

## Desarrollo
Es un vehículo todoterreno diseñado para el transporte de mercancías, la instalación de equipos para las tecnologías móviles de comunicación y otra clase de instalaciones que se realicen en caminos donde las superficies de tierra y el terreno en sí mismo, incluyendo los camino cubiertos de nieve, tengan niveles de saturación de agua elevados, y en donde las áreas pantanosas sean la única superficie cruzable.

## Descripción
En el "vagón" central, el esquema tradicional; en el que el bastidor va unido con las unidades de motor, cabina, plataforma y tren de potencia que van instalada en todos los camiones oruga comúnmente conocidos, éste esquema es cambiado al de uno que concentra el conjunto de piezas mecánicas, en donde la dirección y la impulsión se proporcionan mediante la maniobrabilidad que le otorgan el conjunto de orugas, el cual es requerido dado el tipo de transporte que realiza, y el que le brinda al vehículo la capacidad de moverse sobre superficies irregulares de cualquier forma. 
Por carreteras se conduce como si siempre dispusiera de un "puente" transportable, las orugas van montadas sobre muelles con diferenciales soportados sobre amortiguadores de tipo helicoidal, de desplazamiento limitado, adjuntos a la transmisión que va acoplada a una caja de marchas que une a la transmisión al diferencial de forma asimétrica. 
La suspensión es del tipo de barras de torsión y le proporcionan un adecuado nivel de absorción, con movimientos que resultan bastante suaves. Las ruedas para carretera, dependiendo del tipo de trazado que cruce el vehículo, se sustenta tanto en neumáticos que se llenan con una masa esponjosa en lugar de aire -y que no deben temer de los pinchazos-, junto a unas semiorugas, con refuerzos de goma y cuchillas que están reforzadas con crampones de metal, lo que le proporciona una suficiente fuerza de agarre. Van instalados en un adminículo con forma de campana por debajo del rin de las ruedas.

## Especificaciones
- Peso de carga (máxima transportada): 10 000 kg
- Peso de carga (en la cinta transportadora): 14 910 kg
- Peso total (del conjunto de la cinta transportadora): 24.910 kg
- Masa total (en kg)

- En un camión sin carga: 10.570
- En un camión con carga: 14.340

- Velocidad máxima (km/h): 30
- Ángulo de trepada (en grados): Máximo 30 º
- Profundidad de vadeo: 1,8 m
- Presión sobre el suelo (kg/cm²) 0,22
- Motor JAMZ-238M2, de combustible diésel; 8 cilindros, refrigerado por agua
- Potencia nominal, kW (CV) 176 (240)
- Transmisión: de 5 velocidades, con una ayuda a la transmisión con dos sobremarchas
- Caja de transferencia: De diferencial con control central autobloqueante.
- Orugas: Abisagradas, con almohadillas de goma y pistas de metal con garras/crampones.
- Fuerza de tracción del cabrestante: 7 tf
- Longitud del cable (cabrestante): 65 m